# Elmomorphus
Elmomorphus é um género de escaravelho aquático da família Dryopidae.

## Espécies[1]
- Elmomorphus brevicornis, Sharp, 1888
- Elmomorphus bryanti, Hinton, 1935
- Elmomorphus carinatus, Grouvelle, 1896
- Elmomorphus castaneus, Grouvelle, 1896
- Elmomorphus gressitti, Satô, 1973
- Elmomorphus javanicus, Grouvelle, 1896
- Elmomorphus montanus, Grouvelle, 1913
- Elmomorphus naviculus, Delève, 1973
- Elmomorphus nepalensis, Satô, 1981
- Elmomorphus posternalis, Hinton, 1935
- Elmomorphus sarawakensis, Chûjô & Satô, 1964
- Elmomorphus sericeus, Grouvelle, 1896
- Elmomorphus striatellus, Delève, 1968
- Elmomorphus substriatus, Hinton, 1935
- Elmomorphus truncatus, Grouvelle, 1896